# Корост Тетяна Михайлівна
Тетяна Михайлівна Корост (13 січня 1954) — директорка ТОВ «Агрофірма „Маяк”», Герой України, лауреат Всеукраїнської премії «Жінка III тисячоліття» в номінації «Знакова постать»

## Життєпис
Народилася 13 січня 1954 року в селі Березова Лука Гадяцького району Полтавської області.
У 1973 році закінчила Полтавський сільськогосподарський технікум, у 1987 — Полтавський сільськогосподарський інститут (спеціальність «Агрономія»).
З 1973 по 1982 рік Тетяна Корост працювала агрономом-хіміком, бригадиром овочевої бригади колгоспу «Маяк» Котелевського району Полтавської області.
У 1983 — 1986 роках — головний агроном колгоспу ім. Леніна Котелевського району.
З 1987 по 2010 рік — очолювала господарство «Маяк» Котелевського району Полтавської області, яке в 2004 році реорганізоване в ТОВ "Агрофірма «Маяк».
З 23 квітня 2010 по 5 березня 2014 року — голова Котелевської районної державної адміністрації.
2020 року обрана головою Котелевської селищної ради.
Депутат Полтавської обласної ради шостого скликання.

## Нагороди
Указом Президента України Леоніда Кучми № 1415/2004 від 16 листопада 2004 року за визначний особистий внесок в організацію та забезпечення одержання найвищих показників з виробництва сільськогосподарської продукції, впровадження сучасних форм господарювання, багаторічну самовіддану працю директору товариства "Агрофірма «Маяк» Котелевського району Полтавської області Тетяні Михайлівні Корост присвоєно звання Герой України з врученням ордена Держави.
- орден «Княгині Ольги» ІІІ ступеня (2003 р.)
- трудова відзнака Міністерства аграрної політики України «Знак Пошани» (2009 р.)
- орден «Свята Анна» IV ступеня (2002 р. УПЦ МП)
- орден Святої великомучениці Варвари (2004 р. УПЦ МП)

Лауреат Всеукраїнської премії «Жінка ІІІ тисячоліття» в номінації «Знакова постать» (2008).
Заслужений працівник сільського господарства України. Почесний громадянин Котельви (2008 р.).